# Eó (mitologia)
|  | Per a altres significats, vegeu «Aion (joc)». |

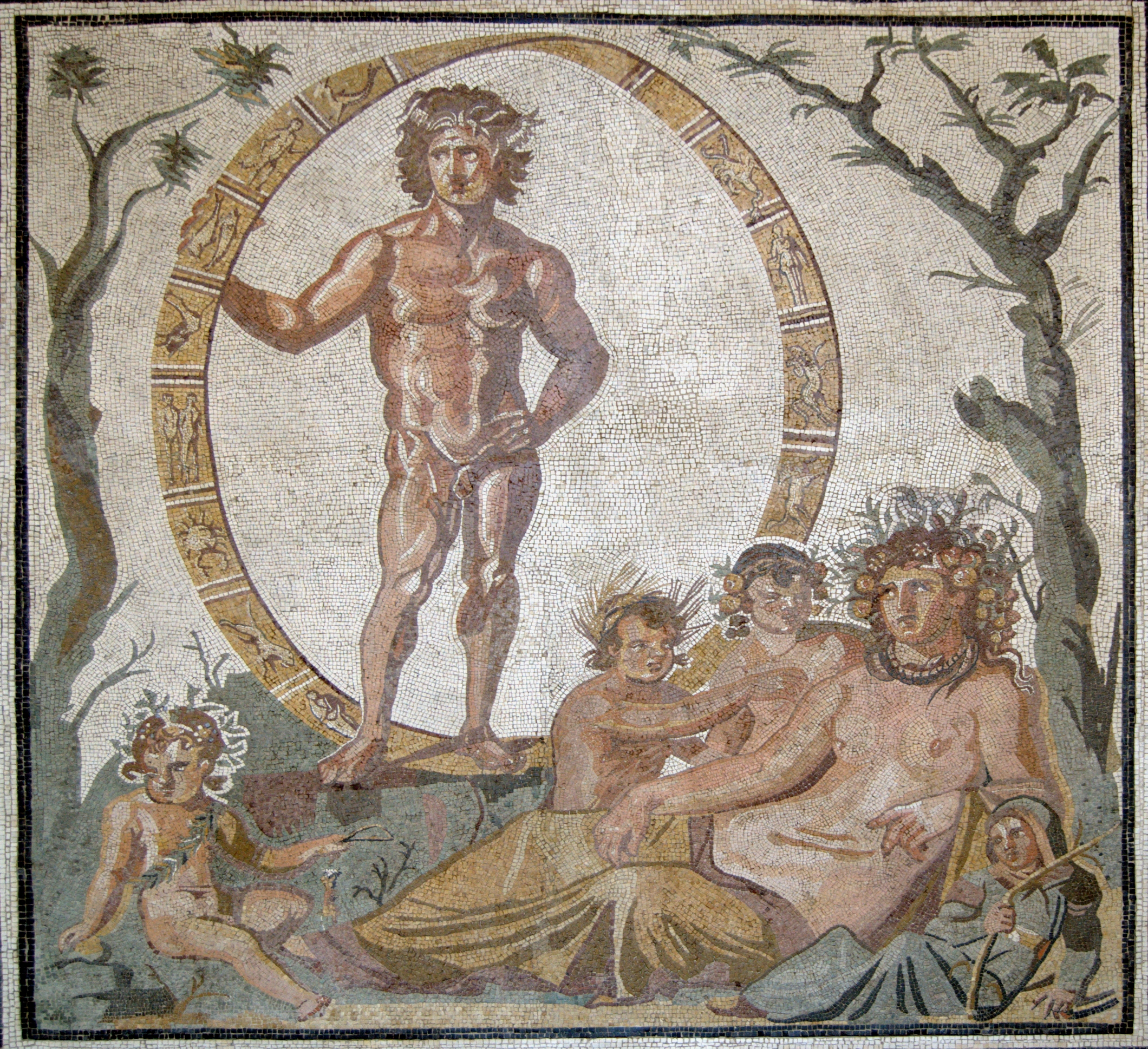
Mosaic que representa Eó i Tellus (Gliptoteca de Múnic)

Eó (en grec Αἰών) és una deïtat hel·lenística associada amb el temps, l'orbe o el cercle que abasta l'univers, i el zodíac. El "temps", representat per Eó és il·limitat, a diferència de Cronos que és el temps empíric dividit en passat, present i futur. Ell és, doncs, un déu de l'eternitat, associada amb les religions mistèriques relacionades amb el més enllà, com els misteris de Cíbele, Dionís, Orfeu, i Mitra. En llatí el concepte de la deïtat pot aparèixer com Aevum o Saeculum. És representat generalment en companyia d'una deessa de la terra o de la maternitat, com Tel·lus o Cíbele, com a la pàtera de Parabiago.

## Iconografia i simbolisme
Eó és generalment identificat com el jove nu o mig nu dins d'un cercle que representa el zodíac, o el temps etern i cíclic. Els exemples inclouen dos mosaics romans de Sentínum (avui Sassoferrato) i Hipona a l'Àfrica romana, i la pàtera de Parabiago. Però com que representa el temps com un cicle, sinó que també pot ser imaginat com un home vell. En les Dionisíaques, Nonnus associa Eó amb les hores i diu que:
Canvia el pes de la vellesa com una serp que muda les anelles d'una armadura vella i inútil, rejovenint mentre es renta en l'onatge de les lleis [del temps].

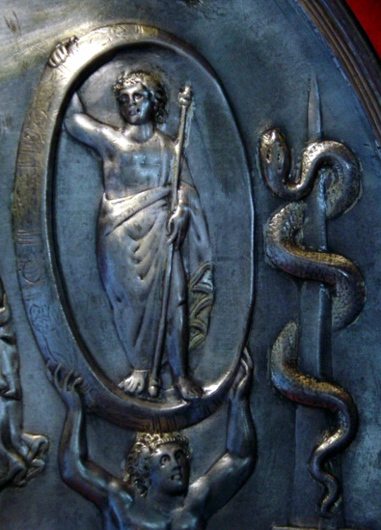
Detall representant a Eó en la pàtera de Parabiago, Tellus apareix a la part inferior de la pàtera, que se centra en el carro de Cíbeles

Les imatges de la serp enroscant-se connecta al cèrcol o roda mitjançant l'uròbor, un anell format per una serp que sosté la punta de la seva cua a la boca. El segle iv el comentarista llatí Servi Maure Honorat anota que la imatge d'una serp que es mossega la cua representa la naturalesa cíclica de l'any.
En la seva obra del segle v sobre els jeroglífics, Horapol·lo distingeix entre una serp que amaga la seva cua sota la resta del seu cos, que representa Eó, i els uròbors que representen el cosmos, que és la serp que mossega la seva cua.

## Identificacions
Marcià Capel·la (segle v) van identificar Eó amb Cronos (del llatí Saturnus), el nom del qual li provocà la confusió teològica amb Cronos (el temps), en la forma en què el governant de l'inframon grec Plutó es va combinar amb Pluto (la riquesa). Marcià presenta Cronus-Eó com la consort de Rea (la llatina Ops) identificats amb Fusis.
En la seva reconstrucció altament especulativa de la cosmogonia mitraica, Franz Cumont situa Eó com el temps il·limitat (de vegades representat com el saeculum, Cronos o Saturn) com el déu que va sorgir del Caos primordial, i que al seu torn genera el Cel i la Terra. Aquesta deïtat es representa com el leontocefalí, la figura masculina alada amb el tors nu tors i cap de lleó, entrellaçada amb una serp. Normalment porta un ceptre, claus, o un llamp.
La figura del Temps "va jugar un considerable, encara que per a nosaltres completament obscur, paper en la teologia mitraica".
Eó és identificat amb Dionís pels escriptors cristians i neoplatònics, però no hi ha referències a Dionís com Eó abans de l'era cristiana.Eurípides, però, diu que Eó és fill de Zeus.
Suides identifica Eó amb Osiris. En l'Egipte ptolemaic, en el lloc de l'oracle dels somnis, el déu hel·lenístic sincrètic Serapis va ser identificat com Eó Plutonius.
L'epítet Plutonius marca aspectes funcionals compartits amb Plutó, consort de Persèfone i governant de l'inframon en la tradició dels Misteris d'Eleusis. Epifani de Salamina diu que a Alexandria el naixement d'Eó de Kore la Verge se celebrava el 6 de gener: "Aquell dia i a aquesta hora la Verge va donar a llum a Eó" La data, que coincideix amb l'Epifania, finalitzava les celebracions de l'any nou, completant el cicle de temps que encarna Eó.
L'Eó alexandrí pot ser una forma d'Osiris-Dionís que reneix cada any.
Les seves imatges estaven marcades amb creus a les mans, els genolls i el front. Gilles Quispel conjectura que la xifra resultant de la integració de la Fanes òrfica, qui igual que Eó s'associa amb una serp enrotllada, en la religió mitraica d'Alexandria, i que "assegura l'eternitat de la ciutat".

## Imperi Romà
Aquesta Eó sincrètica es va convertir en un símbol i garant de la perennitat de la dominació romana, i emperadors com Antoní Pius emeteren monedes amb la llegenda Eó, essent l'equivalent romà la femenina Aeternitas. monedes romanes associen ambdós Eó i Aeternitas amb el fènix com a símbol de renaixement i renovació cíclica.
Eó estava entre les virtuts i personificacions divines que formaven part del discurs hel·lènic, en què figuren com
la importància d'Eó està en la seva mal·leabilitat "agents creatius en grans esquemes cosmològics": És un "concepte fluid" pel qual diverses idees sobre el temps i la divinitat convergeixen en l'època hel·lenística, en el context de les tendències monoteistes.